# The Nation of Ulysses
The Nation of Ulysses fue una banda punk estadounidense de Washington D. C., formada en la primavera de 1988. Originalmente llamados simplemente Ulysses, la primera formación consistió en Ian Svenonius (voz y trompeta), Steve Kroner (guitarra), Steve Gamboa (bajo) y James Canty (batería). Tim Green se unió como guitarrista a fines de 1989, cambiando la banda de nombre.
Tras la publicación de dos álbumes y dos EPs por Dischord Records, el grupo se disolvió en el otoño de 1992, sin haber completado su tercer álbum. Después de la ruptura, Svenonius, Canty y Gamboa crearon agrupaciones como Cupid Car Club y The Make-Up; mientras que Green integró The Fucking Champs y Concentrick, proyecto solitario enfocado en la música ambiental.
El álbum póstumo The Embassy Tapes fue grabado en septiembre del 1992, lanzado en octubre del 2000.

## Características
La banda se describía así misma más como un partido político o un grito de secesión. Fueron descritos como un revoltijo implacablemente provocativo (y entretenido) de rebelión adolescente del rock 'n' roll, radicalismo izquierdista, polémica anarquista-punk y divagaciones intelectuales abstractas, [lo que da la sensación de] un enfoque descabellado, casi irónico con respecto a la visión de América y la vida en general de un "perpetuo joven de 18 años". Además de sus ideas de extrema izquierda, tenían una fuerte influencia del situacionismo francés (algunas plasmadas en su fanzine The Ulysses Speaks); sumado a frenéticas actuaciones en vivo y una visión única de la cultura y moda punk. Esto inspiró a decenas de bandas, tales como Glassjaw, The (International) Noise Conspiracy, The Hives, Thursday, Refused, Boysetsfire, Bikini Kill, Rocket From The Crypt, Antioch Arrow, The Locust, At The Drive-In, LCD Soundsystem y Huggy Bear.

## Miembros

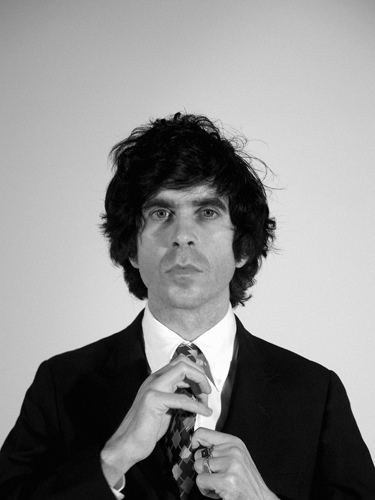
Ian Svenonius

- Ian Svenonius – voces, trompeta (1988–1992)
- Steve Kroner – guitarras (1988–1992)
- Tim Green – guitarras (1989–1992)
- Steve Gamboa – bajo (1988–1992)
- James Canty – batería (1988–1992)

## Discografía
Álbumes
- 13-Point Program to Destroy America (1991, Dischord #57)
- Plays Pretty for Baby (1992, Dischord #71)
- The Embassy Tapes (2000, Dischord #124)

EPs
- Nation of Ulysses 7" (1991, K, Dischord #46½) Contiene tres canciones, las cuales reaparecieron en la versión CD de 13-Point Program to Destroy America.
- The Birth of the Ulysses Aesthetic (the synthesis of speed and transformation) 7" (1992, Dischord #62) Contiene tres canciones, las cuales reaparecieron en la versión CD de Plays Pretty for Baby.

Apariciones en compilaciones
| Año  | Álbum                                         | Canción                         | Sello             |
| ---- | --------------------------------------------- | ------------------------------- | ----------------- |
| 1992 | International Pop Underground Convention      | "Shakedown" (en vivo)           | K Records         |
| 1993 | Fear of Smell                                 | "Dig the Ulysses Mad Pad Scene" | Vermiform Records |
| 1993 | Eight Songs for Greg Sage and The Wipers      | "Telepathic Love"               | Tim Kerr Records  |
| 1994 | The Machines: Simple Machines 7"s (1990–1993) | "Diphtheria"                    | Simple Machines   |
| 1996 | Kill Rock Stars                               | "N.O.U. Cooking with Gas"       | Kill Rock Stars   |